# Eugenia arthroopoda
Eugenia arthroopoda là một loài thực vật có hoa trong Họ Đào kim nương. Loài này được Baill. ex Drake mô tả khoa học đầu tiên năm 1896.